# Франческо I Аччаюолі
Франческо I (італ. Francesco I Acciaiuoli; д/н — після 1454) — герцог Афінський в 1451—1454 роках.

## Життєпис
Походив з флорентійського роду Аччаюолі. Син Неріо II, герцога Афінського, і К'яри Дзодзі. 1451 року після смерті батька став герцогом, але через малий вік регентшею було оголошено його мати. 1453 року вона вийшла заміж за венеційця Бартоломео Контаріні, що став співрегентом.
1454 року через протистояння Контаріні з місцевою знаттю на заклик останньої в справу втрутився османський султан Мехмед II Фатіх. Той викликав до своєї столиці Едірне Контаріні і Франческо I. Невдовзі останнього було позбавлено трону й він залишився при султанському дворі. Новим герцогом став його двоюрідний брат Франческо II. Доля колишнього герцога невідома.